# Damon tibialis
Espèce
Synonymes
- Phrynus tibialis Simon, 1876

Damon tibialis est une espèce d'amblypyges de la famille des Phrynichidae.

## Distribution
Cette espèce se rencontre en Angola et au Congo-Kinshasa.

## Description
L'holotype mesure 22 mm.

## Publication originale
- Simon, 1876 : Étude sur les Arachnides du Congo. Bulletin de la Société Zoologique de France, vol. 1, no 12/15, p. 12-15 (texte intégral).